# Гонсалес Марти, Мануэль
Мануэль Гонса́лес Марти́ (исп. Manuel González Martí; 1 января 1877, Валенсия — 4 января 1972, там же) — испанский художник, историк и коллекционер, многолетний директор Музея изящных искусств Валенсии, затем — основатель и первый директор (в 1954—1972 годах) Валенсийского музея керамики.

## Биография
Родился в Валенсии в зажиточной семье. Изучал сперва право в университете Валенсии, а затем — изобразительное искусство в Королевской академии изящных искусств Сан-Карлос в том же городе. С 20 лет публиковал свои рисунки в художественных и юмористических журналах. Был удостоен золотой медали на региональной выставке в Валенсии в 1909 году, и серебряной — на международной выставке в Барселоне (1911).
В 1907 году, участвуя в археологических раскопках в Патерне, под Валенсией, Мануэль Гонсалес Марти обнаружил образцы старинной керамики. С этого началось его увлечение. Уже к 1909 году он собрал довольно большую коллекцию, с которой участвовал в региональной выставке в Валенсии, а в 1909 году — в Национальной выставке. В 1911 году, вместе с художником Бенльюре-и-Хилем, Марти совершил путешествие в Италию, посетил Рим, где оставался вплоть до 1914 года.
Вернувшись с началом Первой мировой войны на родину, Марти присоединился к преподавательскому составу недавно созданной Школы керамики в Манисесе, поблизости от Валенсии, а два года спустя стал её директором. Затем, в период приблизительно с 1937 по 1947 год, Мануэль Гонсалес Марти являлся директором Музея изящных искусств Валенсии. В этот период музей восстановился после событий Гражданской войны в Испании и переехал в новое здание, так как старое сильно пострадало в годы войны. 
Мануэль Гонсалес Марти с 1904 года был женат на Амелии Кунья Монлеон, также происходившей из зажиточной валенсийской семьи, с которой они обвенчались в старинной базилике в центре Валенсии. Супруга полностью разделяла увлечение мужа рисунком, а позднее и керамикой. После её смерти в 1946 году Марти решил пожертвовать свою коллекцию керамики государству, что и сделал уже в следующем году. Для размещения коллекции был создан валенсийский музей керамики, который в 1954 году открылся для публики в старинном, уникальном по архитектуре здании дворца маркизов Дос Агуас. Мануэль Гонсалес Марти был назначен директором музея, и оставался им до самой смерти. Он скончался в своём рабочем кабинете в здании музея в возрасте 95 лет.

## Научный вклад
Мануэль Гонсалес Марти является автором исследования по испанской керамики (1933), и трёхтомного исследования керамики испанского Леванта (1944-1952).

## Признание
Мануэль Гонсалес Марти являлся почётным гражданином Валенсии (1967), Патерны, Бурхасота, Морельи и Манисеса. Испанское правительство в 1954 году наградило его большим крестом ордена Альфонсо X Мудрого. Музей, основанный Мануэлем Гонсалесом Марти, носит его имя, бюст основателя установлен в фойе.

## Галерея
- Дворец маркизов Дос Агуас — здание музея Керамики, Валенсия.
- Реконструкция традиционной валенсийской кухни в экспозиции музея керамики.
- Бюст Марти в музее Керамики.
- Портрет Мануэля Гонсалеса Марти в пожилом возрасте.
- Портрет супруги Мануэля Гонсалеса Марти, Амелии Кунья Монлеон.